# 옥셍코프 작전
옥셍코프 작전(Operation Ochsenkopf)은 1943년 2월 26일부터 3월 4일까지 제2차 세계 대전의 튀니지 전역에서 진행된 군사 작전이다. 옥셍코프는 독일어로 "황소 머리"를 뜻한다.
이 작전은 나치 독일이 튀니지 북부에서 진행한 군사 작전으로서 영국의 제5군단(V Corps)과 나치 독일의 베버 군단(Korpsgruppe Weber) 사이에서 일어났다. 6호 전차 티거 1을 앞세운 나치 독일군은 남부 방면군, 북부 방면군으로 나누어 영국군 진영에 공세를 가했지만 영국군의 거센 공격으로 인해 이 작전은 실패하고 만다.

## 전투 피해
독일측은 전차 71대 가 손상 및 파괴되어 90%정도 전차가 잃었고 차량 60대가 파괴되거나 노획되었다. 2800명이 사상자였고 2200명은 포로가 되었다.
영국측은 1800명이 사상자가 생겼고 2300명이 포로가 되었다. 전차 16대 화기 17대 대전차포 13대 차량 40대가 손상되거나 파괴되었다.

## 전투 편성

### 연합군
영국 제1군 - 케네스 앤더슨 중장
- 제5군단 - 찰스 올프레리 중장
  - 제25기갑여단
    - 51기갑연대

  - 제46보병사단
    - 128보병여단

  - 제78보병사단

### 추축군
제5기갑군 - 한스위르겐 폰 아르님 상급대장
- 베버군단
  - 랑 전투단(전차 77대(14대 티거 포함)
  - 에더 전투단(755 기갑 척탄병 연대)
  - Audorff전투단(754기갑 척탄병 연대)
  - 슈미트전투단(10기갑사단, 괴링엽병연대, 756산악연대)
  - 예비전투단(47척탄병연대)